# Phil Woods
Phil Woods (all'anagrafe: Philip Wells Woods) (Springfield, 2 novembre 1931 – East Stroudsburg, 29 settembre 2015) è stato un sassofonista statunitense, chiamato, per la sua rilevanza nel campo del sassofono jazz, The New Bird, in ricordo di Bird, soprannome di Charlie Parker.

## Biografia
La formazione stilistica di Woods avviene nella scuola Cool Jazz di Lennie Tristano, anche se contemporaneamente frequenta la Juilliard School, diplomandosi in clarinetto, poiché all'epoca non era ancora presente una classe di sassofono. Pur appartenendo a una generazione influenzata fortemente dallo stile be-bop di Charlie Parker, non ne seguì le orme, ma si diresse verso il linguaggio strumentale di Sonny Stitt e Cannonball Adderley. La
sua vicinanza a Parker però è sottolineata al di fuori del campo musicale per aver sposato la vedova del grande sassofonista, Chan Richardson Parker.

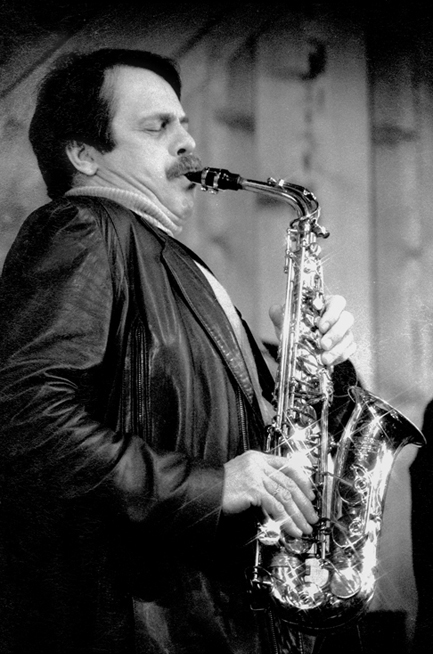
Phil Woods nel 1983

Il suo primo ingaggio lo porta ad essere fra i "grandi della musica jazz", ed è del 1956, anno in cui suona in una band con Kenny Dorham, Conte Candoli, Al Cohn e la sezione ritmica di Sarah Vaughan. Acquisisce ulteriore celebrità con l'orchestra di Dizzy Gillespie, con il Friedrich Gulda Combo (1957), con il quintetto di Buddy Rich e con la big band di Quincy Jones che lascia solo nel 1961. Nel 1962 entra nella big band di Benny Goodman, dove rimane per sei anni. Nel 1968 si sposta in Europa con un progetto di jazz d'avanguardia, l'European Rhythm Machine (con George Gruntz, Gordon Beck, Henri Texier e Daniel Humair); nel 1972 torna negli Stati Uniti e dà vita a un altro progetto, questa volta però di jazz elettrico, riscuotendo un blando successo. Poco dopo crea un gruppo che, con diversi cambiamenti di organico nel corso degli anni, rimase attivo fino al 2004: questo ha annoverato nelle sue file musicisti come Tom Harrell, Mike Melillo, Steve Gilmore, Bill Goodwin e Hal Galper.
A partire dal 1955 ha suonato con alcuni dei maggiori musicisti del '900 come Charlie Barnet, Jimmy Raney, George Wallington, Gene Quill, Dizzy Gillespie, Buddy Rich, Quincy Jones, Benny Goodman, Sonny Rollins, Benny Carter, Thelonious Monk, Lee Konitz, Tito Puente, Clark Terry, Jon Hendricks, Tommy Flanagan, Red Mitchell, Tom Harrell, Billy Joel, Paul Simon, Stéphane Grappelli, Louie Bellson, Steely Dan e Michel Legrand.
Dal grande pubblico è conosciuto soprattutto per aver eseguito il solo di sax in Just the Way You Are di Billy Joel e per aver vinto 4 Grammy Awards su 7 nomination.

## Discografia Selezionata
- 1954 - Pot Pie (New Jazz)
- 1955 - Woodlore (Prestige)
- 1957 - Phil & Quill (RCA Victor)
- 1956 - Pairing Off (Prestige)
- 1956 -  The Young Bloods (Prestige) with  Donal Byrd
- 1957 - Phil & Quill With Prestige (Prestige) with Gene Quill
- 1957 - Bird Feathers (Prestige) Woods è presente solo in due brani
- 1957 - Sugan (Status) with Red Garland
- 1957 -  Phil Talks With Quill (Epic) with Gene Quill
- 1957 - Warm Woods (Epic)
- 1959 - Early Quintets (Prestige)
- 1961 - Rights Of Swing (Candid)
- 1967 - Greek Cooking (Impulse!)
- 1968 -  Alive And Well In Paris (Pathè) And His European Rhythm Machine
- 1969 - Round Trip (Verve)
- 1970 - At The Frankfurt Jazz Festival (Embryo) And European Rhythm Machine
- 1972 - Live At Montreux 72 (Pierre Cardin) And European Rhythm Machine
- European Tour Live (Red Records) And European Rhythm Machine
- 1980 - Phil Woods/Lew Tabackin (Evidence)
- 1984 - Integrity (Red Records)
- 1984 - Heaven (Evidence)
- 1987 - Bop Stew; Bouquet (Concord Jazz)
- 1988 - Evolution; Here´s To My Lady (Concord Jazz)
- 1988 - Embracable You (Philology)
- 1989 - Flash (Concord Jazz)
- 1990 - All Bird Children; Real Life (Concord Jazz)
- 1990 - Phil´s Mood (Philology)
- 1991 - Flowers For Hodges (Concord Jazz)
- 1991 - Full House (Milestone)
- 1994 - Just Friends; Our Monk (Philology)
- 1995 - Plays The Music Of Jim McNeely (TCB)
- 1996 - Mile High Jazz Live In Denver (Concord Jazz)
- 1996 - Astor and Elis (Chesky)
- 1996 - The Complete Concert (JMS) con Gordon Beck
- 1997 - Celebration! (Concord Jazz)
- 1998 - The Rev And I (Blue Note Records)
- 2006 - Pass the Bebop (Cowbell Music)